# スンジャタ・ケイタ

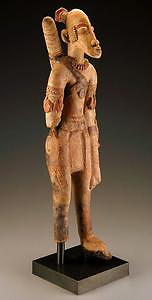
マリで出土した赤土を素焼きした射手の像（13-15世紀）。えびらと弓はマリの王権の象徴であった。

スンジャタ・ケイタ（Sundiata Keita, 1217年ごろ - 1255年ごろ）は、マリ帝国の始祖とされる英雄。マンデ語（マンディンカ語、マリンケ語、バンバラ語を含む）で [sʊndʒæta keɪta] と発音される。壮麗なメッカ巡礼で知られるマリの支配者マンサ・ムーサはスンジャタの弟の孫にあたり、モディボ・ケイタやサリフ・ケイタなどに代表されるケイタの名を持つ人々はスンジャタの子孫を称している。
スンジャタ・ケイタはマンデ人の口頭伝承である「スンジャタ叙事詩」に登場する半ば伝説的な人物であるが、エジプトやマグレブの文筆家によるアラビア語文献により実在が裏づけされている。「スンジャタ叙事詩」はスンジャタの生涯を物語る英雄譚であり、「グリオ」と呼ばれる吟遊詩人により世代を超えて伝えられている。

## スンジャタの英雄譚

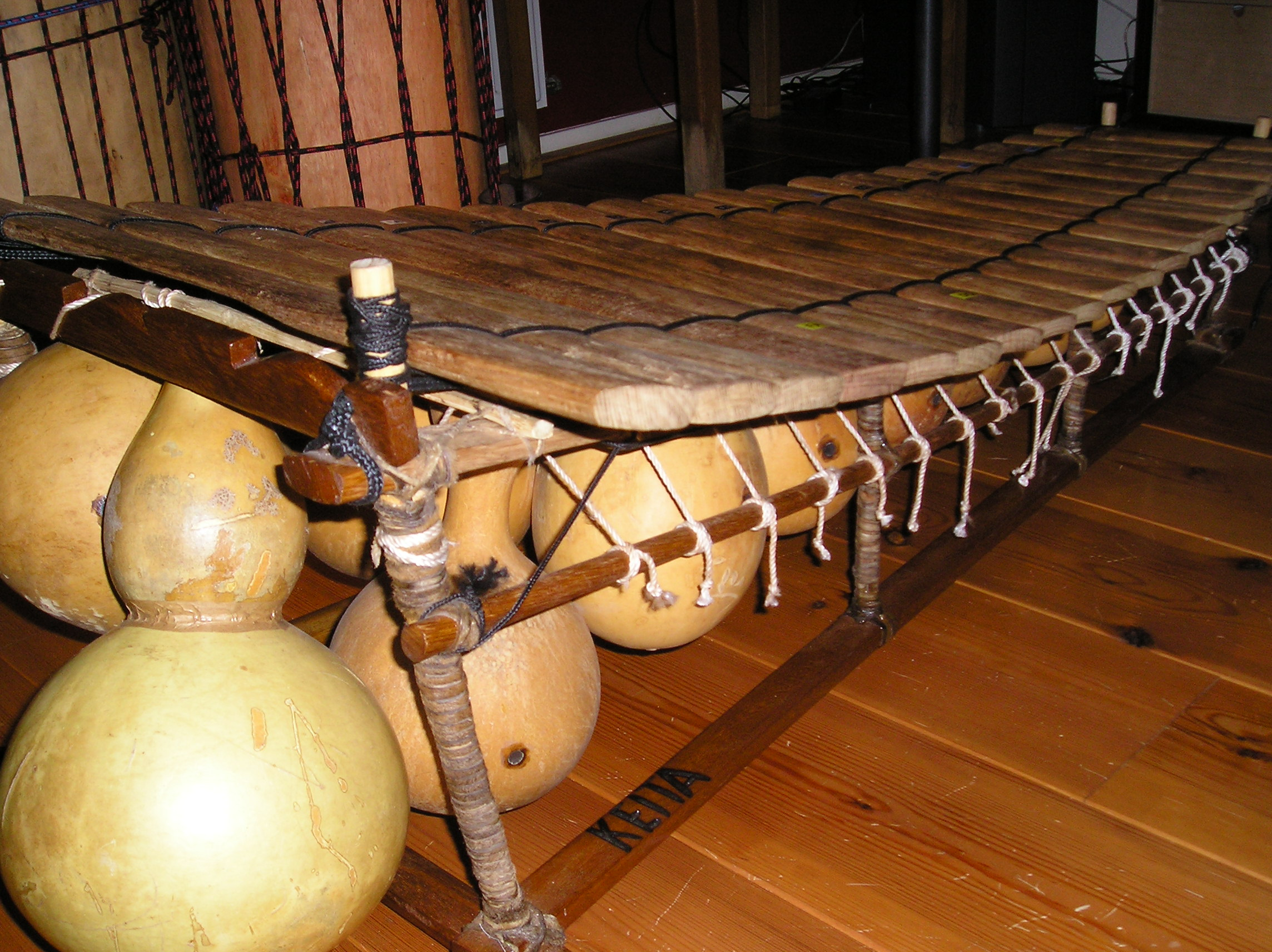
現代のバラフォン。「スンジャタ叙事詩」の語りにはバラフォンが欠かせない。スマングル・カンテの持ち物であった魔力を帯びたバラフォンは、スンジャタのグリオ、バッラ・ファセケに盗まれてしまい、マンディンカ人の国に受け継がれることになった

マンデ人のグリオが伝える「スンジャタ叙事詩」によると、スンジャタ・ケイタはナレ・マガン・コナテとソゴロン・コンデの息子である。
スンジャタは生まれつきの足萎えであったため、ソゴロンは息子の身体のことで他の嫁たちから嘲笑われていた。母のいじめられる姿を見たスンジャタは激しい思いを心に抱き、同い年の子どもと同じように歩くため、どんなことでもやろうと決心した。努力が実り、スンジャタは立ち上がり、歩き始めた。スンジャタはガキ大将になった。スンジャタとソゴロンをことのほかいじめていたのは、父方のいとこのダンカラン・トゥマンとその母サッスマ・ベレテである。いじめは、ナレ・マガン王が亡くなるとさらにひどくなった。スンジャタの命に危険が迫る。ソゴロンは、迫害から逃れるため、スンジャタとその妹たちを連れて、放浪の旅に出た。安全を求めてガーナの諸国をさすらう旅は何年にも及び、ついにメマの王の庇護を得た。 メマの王はスンジャタの勇気と不屈さを高く評価して、彼に王国の相談役の地位を与えた。あるとき、ソソの王スマングルがマンデ人を征服した。マンデの民は巫術を行うと、ソゴロンとその子どもたちが、みなを率いるよう運命付けられていることがわかった。そこで方々へ使者を送り、ソゴロンを探した。使者らはメマでソゴロンとスンジャタを見出し、諸部族の解放のために故郷のマンデ人の地に戻ってほしいとスンジャタを説得した。スンジャタの帰還にあたり、メマの王は彼に兵を伴わせた。当時のマリには、タボン・ワナ、カマジャ・カマラ、ファオニ・コンデ、シアラ・クマン・コナテ、ティラマカン・トラオレといった群雄が割拠していた。彼らは、強敵であるソソの王からマンデの地とその民を解放するため、シビの原でスンジャタと義兄弟の契りを結んだ。スンジャタと義兄弟たちの兵は、キリナでスマングルをやぶり、スンジャタはマンサになった。
「スンジャタ叙事詩」は各事件が起きた年がいつであるのかを詳らかにしていないが、イブン・バットゥータ (1304–1368) やイブン・ハルドゥーン (1332–1406)、イブン・ファドルッラー・ウマリー、マフムード・カアティといった14世紀-15世紀の文筆家によるアラビア語文献がマリ帝国のマンサの系譜や各事件のおおよその年代を伝えており、13世紀中頃に実際に起きた歴史的事件に基づいたものであると言える。スンジャタの生没年は不詳だが、叙事詩とアラビア語文献に基づいて推定は可能であり、例えば、Snodgrass (2009) は 1217年生1255年没とした。

## 名前と名字
スンジャタは、口承伝統や文字史料において、「ソゴロン・ジャタ」「スンジャタ・ケイタ」「マリ・ジャタ（マーリー・ジャータ）」など、複数の呼び名、異名があるが、「ソゴロン」は母親の名前に由来し、「ジャタ」はマンデ語でライオンを意味する「ジャラ」に由来する言葉である。傑出した人物をライオンと呼ぶのは、セネガンビアからニジェール川上流域にかけての西アフリカ社会における伝統的様式である。スンジャタの「スン」は「ソゴロン」の変形した「ソンゴロン」の頭の部分から来ており、スンジャタの名前は「ソンゴロンのライオン（ジャラ）」がつづまって構成されたものとみられる。
スンジャタの名字（surname）は「ケイタ」とされるが、本来は「コナテ」ではないかという説がある。その根拠は、スンジャタの父と伝わるナレ・マガン・コナテは名前の末尾に「コナテ」とあるからとされる。この場合、「ケイタ」は「（王位を）継ぐ者」を意味するマンデ語とされる。一方で、「ケイタ」は名字ではなくクランを表示する名称であるとする説もある。たしかに西アフリカ社会では、クラン名が名字に類似する場合もある。しかしながら、「ケイタ」と「コナテ」の間にそのような類似はない。
以上の二説ともに共通する論点としては、「ケイタ」が本当の名字ではないということである。現状としては「スンジャタ・コナテ」と呼ぶことに学術的コンセンサスはなく、ほとんどの学術的文献では「スンジャタ・ケイタ」と呼ばれている。

## キリナの戦い
西アフリカ史研究の草分けの一人、モリス・ドゥラフォスはかつて次のような説を唱えた。「まず、スマングル・カンテの祖父とカニアガのソソ系貴族がガーナ帝国の旧領を奪った。次に、1180年までにスマングルの父、ジャラ・カンテがクンビー・サーリフの支配権を握ると共にムスリム系の王を退位させ、息子スマングルに国を継がせた（ジャリソ朝）。次に、スマングルがマンデ人を攻撃した」。しかしながら、このドゥラフォス説に対しては、モンテイユ、コルヌヴァンなど多くの研究者が異議を唱えており、現在では否定されている。「ジャラ・カンテ」なる人物は口承伝統には現れず、ドゥラフォスが独自に原典に付け加えた人物であった。研究者の間で意見の一致を見ているのは、マンデ人に対するスマングルの略奪から生き延びたスンジャタが、ソソ帝国に対抗する者たちの援助を得て、1235年ごろに再戦したという歴史的事実があるということである。スマングルは勇敢な戦士であったが、このキリナの戦いで敗れた。スマングルは伝説的な英雄であって、グリオが使うバラフォンやダン（四弦ギターの一種）の発明者である。スンジャタはキリナの戦いに勝利を収めると、ソソ人がかつて征服した諸州の支配権を握り、それらを優先的に処分する権利を得た。そして、ジョロフの王など、スマングルの同盟者は後に討伐された。
セレール人の口承伝統によると、セレール人のジョロフ王はかつて、（まさにスマングルのような）魔術師に協力し、その後、スンジャタ配下の将軍の一人ティラマカン・トラオレに打ち負かされたという。その王は、スンジャタが馬の買い入れのため、配下に命じて金を積んだ隊商をジョロフに送った際、金も馬もすべて奪ってしまったという。ジョロフ王はスンジャタの馬を押収し、その皮と共に「お前は馬に乗るに値する狩人でも王でもないのだから、この皮で靴でも作るがよい」というメッセージをスンジャタのもとに送りつけた。これが世に言う「馬泥棒事件」であり、その復讐のため、スンジャタは将軍をジョロフに送り、王を暗殺せしめた。この口承伝統に登場する王こそがキリナの戦いでスマングルに味方したジョロフ王であると推定されている。また、ジョロフ王国の中でも、Diaw 朝や Ndiaye 朝に先立つ Ngom 朝の王の一人であると推定されている。ジブリル・タムシル・ニアヌは、ジョロフ王とスマングルの同盟について、イスラーム化への抵抗の意味合いがあったのではないかと一歩踏み込んだ解釈をしている。

## 信仰
ニアヌは、スンジャタがムスリムであったのではないかと推定した。ところが、ジョン・フェイジによると、その主張の根拠となるような口承伝統叙事詩はまったく存在しない。スンジャタの臣民は先祖伝来の宗教を墨守し、スンジャタもまたそうすることで臣民の支持を得ていたとするのが通説である。その他、スンジャタはムスリムではあったが伝統宗教も重んじていた（つまり、シンクレティズムの実践者であった）という説がある。スンジャタの跡を継いだマンサは、マッカ巡礼で有名なマンサ・ムーサは言うに及ばず、スンジャタの息子とされるマンサ・ウリ・ケイタも含めて、みなムスリムであったとされる。
スンジャタの英雄譚の中では、スンジャタの祖先はビラール・ブン・ラバーフとされており、スンジャタ自身がズルカルナイン（イスラーム文化圏における英雄でアレクサンドロス大王に由来するとされる）の末裔だと語る箇所もある。ニアヌは、スンジャタが放浪中、シセの街でイスラームに触れ、ムスリムのローブを纏って故郷のニアニに戻ってきたのではないかと推測する。ニアニにはモスク（イスラームの礼拝所）が一つしかなく、スンジャタの母が「ビスミッラー」と唱えるのみであったが、少なくとも「ビスミッラー」程度の専門用語は知られていたと言える。スンジャタが実際にムスリムであったか否かは不明であるが、ラルフ・オーステンが「イスラーム化された文化」と呼ぶもの、つまり、ムスリム／非ムスリムに関わらず現地の住民がアラブ・イスラーム文化を自己の文化に統合したものにスンジャタの英雄譚が影響されたことは明らかである。

## 帝国的拡がりを得たマリ

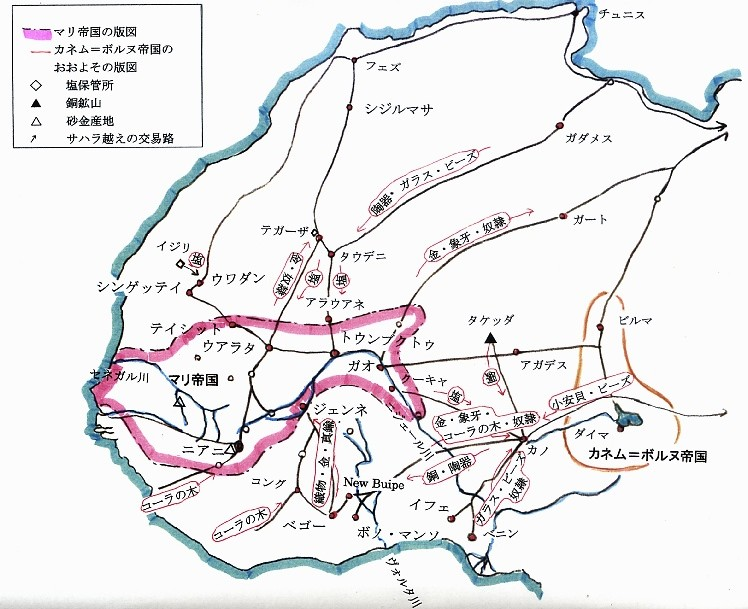
14世紀にマリ帝国の勢力範囲は「大西洋からニジェール川に沿って東方に伸びハウサランドにまで」及んだ。

キリナの戦いに勝利を収めたマンサ・スンジャタは、現代のマリ共和国とギニア共和国との国境付近にあったとみられるニアニに都を定めた。その後もティラマカン・トラオレ（Tiramakhan）をはじめとする優秀な武将の協力を得ながら領土拡張を続け、ガーナ帝国の旧領はすべて支配下に組み入れた。ジョロフ王はティラマカンに討たしめ、ジョロフ王国を服属させることに成功した。ティラマカンは、かつてのスマングルの同盟者たちを討伐するうち、現代のセネガル、ガンビア、ギニア・ビサウに相当する地域（マンデ人の故地であるサヘルと気候が違い、ジャングルが卓越する）にまで分け入った。ティラマカンはバイヌク人の王キキコ（Kikikor）と戦い、現在のギニア・ビサウに相当する地域の内陸部にあったキキコの国をマリの版図に組み入れると共に、その国の名をカーブ国とした。スンジャタ自身は、ジャフヌ（Diafunu）とキタ（Kita）の征服を担った。征服地はみなスンジャタに従い、スンジャタの威信は「マンサ」の称号に違わぬものとなった。しかし彼は絶対的な君主にならず、「マリ帝国」は各部族がマリの宮廷に代表を送る連邦制のような体制をとったとされる。各部族に序列があり、もっとも優先される部族（トライブ）が、トラオレ、カマラ、コロマ、コンデ（Traore, Kamara, Koroma, Konde）の各氏族（クラン）と、ケイタ裔の氏族であった。マンサには臣民に勅令を実行させたり、跡継ぎ（主にマンサの息子か兄弟姉妹の息子から選ばれた）を選んだりする権力があったが、その権力の執行を監視する役割を持つグバラと呼ばれる議会が存在した。13世紀から14世紀後半にかけて帝国は最盛期を迎えたが、その後は属国の中にはマリへの服属関係から脱却して自立する国が現れ始め、次第に衰退した。かつての属国の中には独自の帝国を構えた国もあった。

## 晩年
マンサ・スンジャタ・ケイタの没年は、およそ1255年ごろというのがおおむね受け入れられている見解である。死因については諸説あり、一つは臣民の前に姿を見せているときに暗殺されたという説である。ドラフォスは「スンジャタは儀式の最中に誤って矢で射られて死んだ」という説を唱えたが、疑問視されている。20世紀後半から、スンジャタはサンカラニ川を渡ろうとして溺れ死んだのではないかという説が有力視されている。サンカラニ川には「スンジャタの深み」を意味する（Sundiata-dun）という聖域が存在する。マンデ人の伝統では王墓の所在地を明らかにすることを禁じているため墓所は不明である。

## 没後
スンジャタの時代にマリの帝国的膨張を可能にした主要な理由は強大な軍事力であった。マリの征服事業は、スンジャタ一人の功績に帰することはできず、ティラマカン・トラオレをはじめとした武将たちがいて初めて可能になったことではあるが、13世紀の西アフリカ軍事史全体から見ると、それら武将たちに忠誠を誓わせることができるだけの優れた戦士であり統率力を持った存在であった。
その後、マリ帝国のマンサの地位は、スンジャタの3人の息子たち、マンサ・ウリ・ケイタ、マンサ・ワティ・ケイタ、マンサ・ハリファ・ケイタが順に継いだ。スンジャタの跡を継いだマンサたちは、帝国内の交易路と金鉱をコントロールすることにより、スンジャタが固めた基礎の上に経済的な強国マリを打ち建てた。
スンジャタ・ケイタの治世下ではグブラの制度とクルカン・フガという憲章が作られた。クルカン・フガは文字化されることなく口伝で世代を超えて受け継がれるものであるが、一度も改変されることなくマリの社会的、政治的規範の一つとしてあり続けた。
スンジャタ・ケイタは単なる支配者にとどまらず、マリに木綿と織物を導入するなど、社会基盤と農業の発展にも寄与したと言われている。
「スンジャタ叙事詩」は西アフリカのみならず全世界の初等教育機関や高等教育機関でも教えられている。ウォルト・ディズニー・スタジオが1994年に製作したアニメ映画「ライオン・キング」や、それに基づくミュージカル「ライオン・キング」は、ディズニーの公式な主張としてはシェイクスピアの「ハムレット」を下敷きにしているとされているが、一部の学者の中には（例えば、エレン・スノドグラス）、13世紀に作られた「スンジャタ叙事詩」との類似性を見てとる者もいる。